# Seeforelle
Als Seeforelle wird eine in großen, sauerstoffreichen Seen lebende großwüchsige Form der Forelle (Salmo trutta) bezeichnet. Obwohl unter dem Namen Salmo trutta lacustris (Linnaeus, 1758) beschrieben, handelt es sich bei der Seeforelle nicht um eine Unterart der Forelle, sondern lediglich um großwüchsige Populationen. Diese sind untereinander genauso verwandt wie mit den Bachforellen in den Fließgewässern, welche ihre Wohngewässer umgeben. Seeforellen kommen in Mitteleuropa, im Alpenraum, in Skandinavien, im Baltikum, in Nordrussland, auf den Britischen Inseln und auf Island vor.

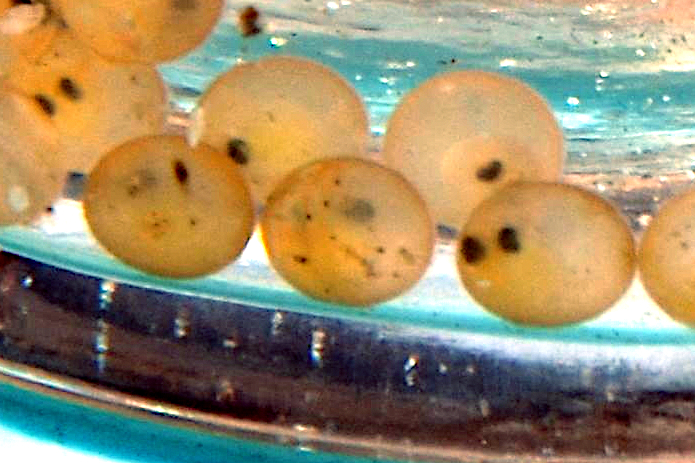
Fischeier

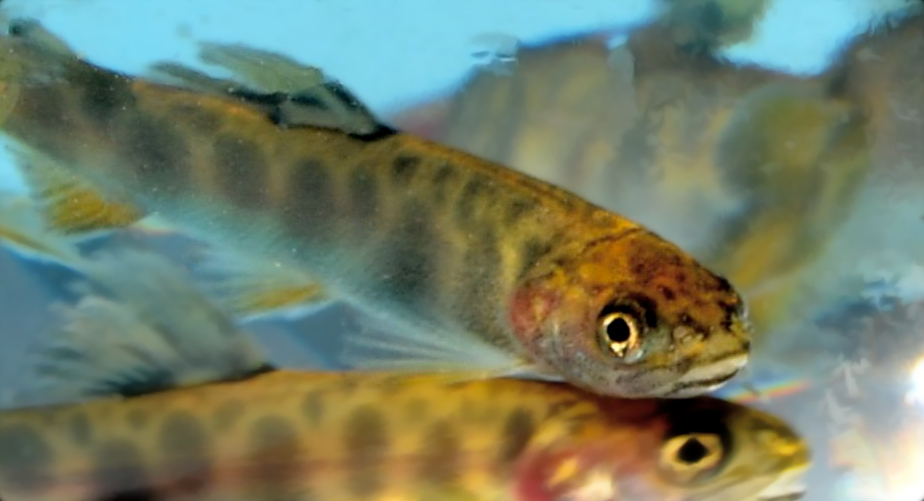
Jungfische

## Merkmale
Seeforellen erreichen Längen von 40 bis 80 cm. Ihr Körper ist langgestreckt, seitlich leicht abgeflacht und hat eine je nach Wohngewässer unterschiedliche Färbung. Immer sind die meist sehr hellen Flanken mit unregelmäßigen schwärzlichen, gelegentlich auch braunen oder rötlichen Punkten oder Ringen gemustert. Die Schuppen sind klein, 110 bis 120 zählt man entlang der Seitenlinie, 14 bis 19 zwischen Seitenlinie und Fettflosse. Die Schnauze endet stumpf, die Maulspalte reicht bis hinter die Augen. Von den Kiemenreusenstrahlen des ersten Kiemenbogens sind die oberen und unteren knopfförmig, die mittleren stabförmig. Das Pflugscharbein ist bezahnt, 4 bis 6 Zähne stehen auf der Platte, auf dem Stiel findet sich vorn eine einfache Zahnreihe, hinten eine doppelte. Die Zähne auf dem Stiel des Pflugscharbeins sind abwechselnd nach rechts oder links gebogen. Ältere Seeforellen sind hochrückiger als junge.

## Lebensweise
Seeforellen sind Wanderfische, die zum Ablaichen in die Zuflüsse ihrer Wohngewässer aufsteigen und nur gelegentlich in den Seen selbst laichen. Im  dritten bis vierten Lebensjahr steigen die laichreifen Seeforellen ab einer Größe von etwa 50 cm in die Oberläufe der Zuflüsse. Ihre Wanderung vollzieht sich meist in der Dunkelheit. Sie laichen von September bis Dezember. Die Rogner (Weibchen) suchen einen geeigneten Platz für ihre Laichgrube, welcher maßgeblich abhängig von der Strömungsgeschwindigkeit, der Wassertiefe und der Substratzusammensetzung ist. Meist finden sie diesen am Auslauf eines Kolkes auf lockerem, kiesigem Substrat. Hat das Weibchen einen Platz gefunden, beginnt es eine bis zu 40 cm tiefe Laichgrube zu schlagen. Der Milchner (Männchen) verteidigt das Weibchen vor anderen männlichen Konkurrenten. Ein Weibchen legt dann pro Kilogramm Körpermasse 1000 bis 2000 Eier in Laichgruben in den Kiesgrund. Die Eier haben einen Durchmesser von 5 bis 5,5 mm. Das Männchen befruchtet die Eier gleichzeitig mit seinem Samen. Auch andere Fische, vor allem Bachforellen und kleinere Seeforellen, versuchen sich am Laichgeschäft zu beteiligen oder die Eier zu fressen. Nach Abschluss der Eiablage bedecken die Rogner die Laichgrube mit umliegendem Substrat und bewachen diese noch einige Zeit. Die geschlüpften Jungfische wandern im ersten oder zweiten Lebensjahr zurück in die Seen. Das maximale Alter liegt bei etwa 10 Jahren.
Seeforellen ernähren sich von Kleintieren, größere Adulte, „Grundforellen“ genannt, auch von Fischen. Wegen des großen Anteils von Krebstieren an ihrer Ernährung ist das Fleisch der Seeforelle rosig, und sie wird im Handel (wie auch andere Salmoniden mit rötlichem Fleisch) als Lachsforelle angeboten.